# Toubkal (comuna)
Toubkal (en àrab توبقال, Tūbqāl; en amazic ⵜⵓⴱⵇⴰⵍ) és una comuna rural de la província de Taroudant, a la regió de Souss-Massa, al Marroc. Segons el cens de 2014 tenia una població total de 8.489 persones.